# Andrae
Andrä oder Andrae ist ein männlicher Vorname sowie ein Nachname.

## Herkunft
Andrä ist eine Variante von Andreas.

## Verbreitung
Im deutschsprachigen Raum ist der Name selten anzutreffen. In Österreich kommt er seit 1994 in der Namensgebung vor. Seitdem wurde er 12 Mal vergeben, meist zwischen 2010 und 2015.
Der Name befindet sich in den USA seit den frühen 1960er Jahren regelmäßig in den Hitlisten. Anfang der 1980er Jahre lag er kurzzeitig in den Top-1000, danach ließ seine Beliebtheit stetig nach. Von 1930 bis 2023 wurde er rund 2.200 Mal vergeben. Die Vergabe ist auch in England und Kanada nachgewiesen.

## Bekannte Namensträger

### Vorname

#### Andrä
- Andrä Erhard oder Karl Andreas Erhard, (1791–1846) Schriftsteller und Philosoph
- Andrä Idl (1919–1995), österreichischer Politiker (SPÖ)
- Andrä Martyna (1958–2011), deutscher Schriftsteller
- Andrä Rupprechter (* 1961), österreichischer Politiker (ÖVP)
- Andrä Wolter (* 1950), deutscher Erziehungswissenschaftler
- Andrä von Graben († 1556), steirischer Adeliger

#### Andrae
- Andrae Williams (* 1983), bahamaischer Leichtathlet

#### Andraé
- Andraé Crouch (1942–2015), US-amerikanischer Gospelmusiker

### Familienname

#### Andrä
- Ahmed-Tobias Andrä (* 1996), österreichischer Fußballspieler
- Alexander Andrae (1821–1903), deutscher Landwirt und Politiker
- Alexander Andrae (1888–1979), deutscher General der Flieger
- Armin Andrä (1926–2018), deutscher Kieferchirurg und Zahnmediziner
- Erwin Andrä (1921–2022), deutscher Formgestalter und Hochschullehrer
- Georg Andrä (Gottfried Georg Andrä; 1851–1923), deutscher Rittergutsbesitzer und Politiker, MdL Königreich Sachsen
- Hubertus Andrä (* 1956), deutscher Polizeipräsident
- Johannes Andrä von Königgrätz, tschechisch Jan Ondřejův Šindel, (um 1375–1456?), böhmischer Mathematiker, Astronom und Arzt
- Karl Andrä (1898–1981), deutscher Lehrer, Heimatforscher und Funktionär der Kulturbundes
- Wolfhardt Andrä (1914–1996), deutscher Bauingenieur

#### Andrae
- Alexander Andrae (Politiker) (1821–1903), deutscher Landwirt und Politiker
- Alexander Andrae (General) (1888–1979), deutscher General der Artillerie
- Axel Andrae (* 1965), deutscher Fagottist
- Björn Andrae (* 1981), deutscher Volleyballspieler
- Carl Justus Andrae (1817–1885), deutscher Paläobotaniker
- Elisabeth Andrae (1876–1945), deutsche Malerin
- Günther Andrae (* 1928), deutscher Radrennfahrer
- Hans Andrae (1849–1926), deutscher Richter
- Karl Paul Andrae (1886–1945), deutscher Architekt und Künstler
- Marie Andrae (1854–1945), deutsche Schriftstellerin
- Manfred Andrae (1933–2020), deutscher Schauspieler, Synchronsprecher und Dokumentarfilmer
- Matthias Andrae (* 1961), deutscher Politiker (CDU, FDP), Mitglied des Abgeordnetenhauses von Berlin
- Oswald Andrae (1926–1997), deutscher Schriftsteller
- Otto Andrae (1941–2021), Schweizer Jazzmusiker
- Sebastian Andrae (* 1968), deutscher Drehbuchautor
- Walter Andrae (1875–1956), deutscher Archäologe und Bauforscher

#### Andræ
- Carl Christoffer Georg Andræ (1812–1893), dänischer Politiker
- Tor Andræ (1885–1947), schwedischer Religionshistoriker und Geistlicher, Bischof von Linköping